# Океанографическое судно
Океанографи́ческое су́дно (также  ЭОС — экспедиционно-океанографическое судно) — судно для проведения океанографических исследований.
С океанографических судов выполняют океанологические съемки, изучают морские течения, морское дно и соприкасающихся с водой слои атмосферы, магнитные, электрические и гравитационные полей Земли, собирают информацию о планктоне и др.
Для работы с забортной аппаратурой на океанографических судах предусмотрены разные лебедки.

## В мире
Калипсо и Калипсо II Жак-Ива Кусто.

## В СССР/России
Первое советское океанографическое научно-исследовательское судно — «Персей» (построено в 1921 году на основе декрета Совнаркома РСФСР).
- Океанографические исследовательские суда проекта 852
- «Николай Зубов»
- «Академик Борис Петров» Института геохимии и аналитической химии им. В. И. Вернадского

Использовались в Атлантических океанографических экспедициях ВМФ СССР.
РФ
- В декабре 2012 в Калининграде спущено на воду океанографическое судно «Янтарь»  (на 2013 запланировано начало испытаний судна, в 2014 будет производиться проверка глубоководной техники и передача его Северному флоту)[1]. 19.6.2014 начались швартовные испытания, которые как ожидается продлятся до конца августа 2014 года; предполагается, что судно будет полностью готово к поселению экипажа к концу июня 2014 года; по завершении ГХИ, в конце ноября 2014 года судно будет передано заказчику[2].